# Ernst Hirsch Ballin
Ernst Hirsch Ballin (ur. 15 grudnia 1950 w Amsterdamie) – holenderski polityk, prawnik i nauczyciel akademicki, deputowany, w latach 1989–1994 oraz 2006–2010 minister sprawiedliwości.

## Życiorys
W 1974 ukończył prawo na Universiteit van Amsterdam. W 1979 na tej samej uczelni doktoryzował w dziedzinie prawa publicznego. Od 1974 do 1977 pracował na uniwersytecie, następnie rozpoczął pracę jako urzędnik w Ministerstwie Sprawiedliwości. W 1981 został profesorem prawa konstytucyjnego i administracyjnego na Uniwersytecie w Tilburgu.
Od 7 listopada 1989 do 27 maja 1994 zajmował stanowisko ministra sprawiedliwości oraz ministra ds. Antyli Holenderskich i Aruby w trzecim rządzie premiera Ruuda Lubbersa. Od 1994 do 1995 zasiadał z ramienia Apelu Chrześcijańsko-Demokratycznego w Tweede Kamer, niższej izbie holenderskiego parlamentu. W latach 1995–2000 wchodził w skład Eerste Kamer, izby wyższej Stanów Generalnych. Następnie został członkiem Rady Stanu, instytucji konsultującej projekty aktów prawnych. Od 2003 do 2006 kierował w niej departamentem ds. prawa administracyjnego.
22 września 2006 ponownie objął funkcję ministra sprawiedliwości w trzecim gabinecie Jana Petera Balkenendego. Stanowisko to zachował również w czwartym gabinecie tegoż premiera, zaprzysiężonym 22 lutego 2007. 23 lutego 2010, po wyjściu z koalicji Partii Pracy, objął również obowiązki ministra spraw wewnętrznych. Na obu stanowiskach pozostał do 14 października 2010.
W 2011 powrócił do pracy naukowej jako profesor na uniwersytetach w Amsterdamie i Tilburgu. W 2014 został członkiem niezależnego think tanku Wetenschappelijke Raad voor het Regeringsbeleid. Uzyskał też członkostwo w Królewskiej Holenderskiej Akademii Sztuk i Nauk (2005).